# أليكس هنريكي دا سيلفا
أليكس هنريكي دا سيلفا هو لاعب كرة قدم برازيلي في مركز الدفاع، ولد في 6 يناير 1982 في يريفان في أرمينيا. شارك مع منتخب أرمينيا لكرة القدم. أما مع النوادي، فقد لعب مع بوتافوغو ريغاتاس ونادي بوتافوغو اس بي ونادي ميكا.

## وصلات خارجية
- أليكس هنريكي دا سيلفا على موقع قاعدة بيانات كرة القدم.إي يو (الإنجليزية)
- أليكس هنريكي دا سيلفا على موقع ناشيونال فوتبول تيمز (الإنجليزية)
- أليكس هنريكي دا سيلفا على موقع Soccerway.com (الإنجليزية)